# Julia Eriksson
Julia Hanna Josefin Eriksson (født 7. juli 1994 i Göteborg) er en svensk håndboldspiller, der spiller for tyrkiske Kastamonu Belediyesi GSK. Hun har tidligere spillet for Randers HK, IK Sävehof og senest Lugi HF, indtil December 2020. 